# George Henry Lewes
George Henry Lewes (Londres, 18 de abril de 1817 – Londres, 30 de novembro de 1878) foi um filósofo e crítico de literatura e teatro inglês.
Tornou-se parte da efervescência de ideias em meados da Era Vitoriana, encorajando a discussão do darwinismo, do positivismo e do ceticismo religioso. Mesmo casado, viveu com a escritora George Eliot (pseudônimo de Mary Ann Evans) como almas gêmeas cuja vida e escritos foram enriquecidos pela convivência.

## Biografia
George Lewes, nascido em Londres, Inglaterra, foi filho de John Lee Lewes e Elizabeth Ashweek e neto do ator cômico Charles Lee Lewes. Sua mãe se casou com um capitão aposentado da marinha quando ele tinha a idade de seis anos. Devido a mudanças frequentes, foi educado em Londres, Jersey, Brittany e finalmente na escola do Dr. Charles Burney, em Greenwich. Tendo abandonado uma carreira comercial e médica, pensou seriamente em se tornar ator de teatro, tendo atuado várias vezes entre 1841 e 1850. Finalmente, decidiu se dedicar à literatura, ciência e filosofia.
Ainda em 1836, enquanto membro de um clube de filosofia, esboçou um tratamento fisiológico da filosofia da escola Escocesa do senso comum. Dois anos depois foi para a Alemanha, provavelmente com a intenção de estudar filosofia.
Lewes se tornou amigo de Leigh Hunt e através dele entrou na sociedade literária de Londres, onde conheceu John Stuart Mill, Thomas Carlyle e Charles Dickens. Foi através de Stuart Mill que conheceu o filósofo positivista francês Auguste Comte.
Em 1841 se casou com Agnes Jervis, filha de Swynfen Stevens Jervis.

## Relacionamento com George Eliot
Em 1851 Lewes conheceu a escritora Mary Ann Evans, que posteriormente se tornaria famosa sob o pseudônimo de George Eliot. Em 1854 eles decidiram viver juntos. Lewes e Agnes Jervis concordaram em manter um casamento aberto, e além de terem tido três filhos juntos, Agnes também teve quatro filhos de Thornton Hunt, filho de Leigh Hunt. Como Lewes havia reconhecido oficialmente um desses filhos como seu, apesar de saber que isto não era verdade, ele foi considerado cúmplice de adultério, e desta forma impedido de se divorciar de Agnes. Em julho de 1854, Lewes e Evans viajaram juntos para Weimar e Berlin com o propósito de realizar uma pesquisa, mas a viagem à Alemanha também serviu como uma lua-de-mel, com Evans se autodenominando Marian Evans Lewes e se referindo a Lewes como seu marido.
Dos três filhos que Lewes teve com Agnes, apenas um, Charles Lewes, sobreviveu ao pai; ele se tornou conselheiro do Conselho do Condado de Londres.

## Lewes e a Literatura
Durante os dez anos seguintes, Lewes ganhou a vida escrevendo artigos em periódicos, tratando de uma grande variedade de assuntos. Embora frequentemente imperfeitos, esses artigos revelam um agudo senso crítico, enriquecido por seus estudos filosóficos. Seus artigos mais importantes versavam sobre o drama, os quais foram posteriormente republicados sob o título Actors and Acting (1875) e The Spanish Drama (1846). Quando jovem, ele assistiu a uma performance de Edmund Kean que o marcou para o resto de sua vida. Além disso, também presenciou e escreveu suas impressões sobre atuações de William Charles Macready e outras estrelas do teatro londrino do século XIX. Ele é considerado o primeiro praticante da crítica de teatro moderna e de uma abordagem realista da atuação.
Em 1845-1846, Lewes publicou The Biographical History of Philosophy, uma tentativa de apresentar a vida dos filósofos como um trabalho infrutífero contínuo a fim de atingir o inatingível. Em 1847-1848 publicou duas novelas - Ranthorpe e Rose, Blanche and Violet - as quais, apesar de apresentarem considerável qualidade de enredo, construção e caracterização, não encontraram um lugar definitivo na literatura. O mesmo pode ser dito de uma engenhosa tentativa de reabilitar Robespierre (1849). Em 1850, colaborou com Thornton Leigh Hunt na fundação da revista Leader, da qual se tornou editor literário. Em 1853 republicou, sob o título Comte's Philosophy of the Sciences, diversos artigos que apareceram nesta revista.
O ápice de sua obra literária em prosa é Life of Goethe (1855), provavelmente seu livro mais conhecido. A versatilidade de Lewes, assim como seu gosto por obras científicas e literárias, o habilitou a apreciar a amplitude de atividades do poeta alemão. Esse trabalho ficou bem conhecido na própria Alemanha, apesar da dureza de sua crítica e da impopularidade das visões apresentadas (por exemplo, em relação à segunda parte do Fausto).

### Trabalhos Científicos
A partir de 1853, Lewes começa a se ocupar com trabalhos científicos, em particular na área de Biologia. Ele sempre mostrou uma inclinação científica em seus escritos, apesar de não possuir treinamento técnico específico. Mais do que exposições populares de verdades científicas aceitas, esses trabalhos contém críticas válidas à ideias convencionalmente aceitas, apresentando resultados de pesquisas e reflexões individuais. Ele fez diversas sugestões, algumas das quais foram aceitas pelos fisiologistas. Destre elas, a mais importante é hoje conhecida como a doutrina da indiferença funcional dos nervos. Esta diz que, o que era usualmente conhecido como energias específicas dos nervos ótico, auditivo e outros, são simples diferenças em seus modos de ação devido à diferenças das estruturas periféricas (ou órgãos-sensoriais) com os quais eles estão conectados. Essa ideia foi proposta posteriormente, de forma independente, por Wilhelm Wundt.
Lewes também cunhou o termo emergência, hoje bastante associado ao estudo de sistemas complexos:
É igualmente verdade que não sabemos como a água emerge a partir do oxigênio e hidrogênio. O fato de uma emergência nós sabemos; e podemos ter certeza de que o que emerge é uma expressão de suas condições, - todo efeito sendo o acompanhamento de sua causa.

### Trabalhos Filosóficos
Quando a revista Fortnightly Review começou a ser publicada, em 1865, Lewes se tornou seu editor. Entretanto, ele permaneceu neste posto por menos de dois anos, sendo sucedido por John Morley.
Esse ponto marca sua transição para trabalhos mais filosóficos. Lewes teve interesse pela filosofia desde sua juventude; um de seus primeiros ensaios foi uma apreciação sobre a Estética de Hegel. Sob a influência positivista de Auguste Comte e do livro Sistema de Lógica Dedutiva e Indutiva de John Stuart Mill, ele perdeu toda fé na possibilidade de uma Metafísica, registrando este abandono em sua História da Filosofia. Ainda assim, nunca concordou completamente com os ensinamentos de Comte e, com leituras e reflexões mais amplas, se afastou da posição positivista. No prefácio da terceira edição de sua História da Filosofia ele anunciou uma mudança nesta direção, sendo este movimento mais discernível nas edições subsequentes deste trabalho.
O resultado final de seu progresso intelectual é a obra The Problems of Life and Mind, em cinco volumes. Sua súbita morte interrompeu a execução deste trabalho, mas ainda assim ficou completo o suficiente para permitir um julgamento das concepções maduras do autor sobre problemas biológicos, psicológicos e metafísicos.
Os primeiros dois volumes sobre The Foundations of a Creed estabelecem o fundamento de Lewes: uma aproximação entre a metafísica e a ciência. Ele ainda continuava positivista o suficiente para pronunciar que todo questionamento sobre a natureza última das coisas é infrutífero: o que matéria, forma e espírito são em si mesmos é uma questão fútil que pertence a região estéril da "meta-empírica". Questões filosóficas devem ser suscetíveis de uma solução precisa através do método científico. Então, como a relação entre sujeito e objeto recai no âmbito de nossa experiência, se trata de uma matéria propícia à investigação filosófica.
Seu tratamento da questão da relação entre sujeito e objeto confundiu a verdade científica de que mente e corpo coexistem em um organismo vivo e a verdade filosófica de que todo conhecimento dos objetos implica um sujeito cognitivo. Na frase de Shadworth Hodson, ele misturou a gênese das formas mentais com suas naturezas (ver Philosophy of Reflexion, ii. 40–58). Desta forma, Lewes apresenta uma doutrina monista em que mente e matéria são dois aspectos de uma mesma existência, simplesmente observando o paralelismo entre processos psíquicos e físicos como um fato dado (ou provável) de nossa experiência, não levando em conta a relação sujeito-objeto no ato cognitivo.
Sua identificação da mente e matéria como fases de uma mesma existência está sujeita a críticas não apenas do ponto de vista filosófico, mas também científico. Em seu tratamento de ideias tais como “sensibilidade” e “sentiência”, ele nem sempre deixa claro se está falando de fenômenos físicos ou psíquicos. Entre outras questões filosóficas discutidas nestes dois volumes, a natureza da relação causal talvez seja a única a ser tratada com mais propriedade.
O terceiro volume, The Physical Basis of Mind, aprofunda a visão do autor sobre as atividades orgânicas como um todo. Ele insiste na distinção radical entre processos orgânicos e inorgânicos, e na impossibilidade de explicar o primeiro apenas por princípios mecânicos. Todas as partes do sistema nervoso tem a mesma propriedade elementar: a sensibilidade. Assim, a sensibilidade pertence tanto aos centros inferiores da medula espinhal, quanto ao cérebro. Tais centros inferiores, mais elementares, contribuem para a formação do domínio subconsciente da vida mental, enquanto que as funções superiores do sistema nervoso, responsáveis pelo surgimento da vida mental consciente, são modificações mais complexas desta propriedade fundamental da substância nervosa.
O organismo nervoso age como um todo, operações mentais específicas não podem ser referidas à regiões definidas do cérebro e a hipótese de atividade mental ocorrer por um caminho isolado de uma célula nervosa para outra é completamente ilusória. Ao insistir na completa coincidência entre as regiões da ação nervosa e a "sentiência", que estas são apenas aspectos diferentes da mesma coisa, ele atacou a doutrina do autômato animal e humano, a qual afirma que os sentimentos ou a consciência são meramente um concomitante incidental de ação nervosa, de forma alguma essencial à cadeia de eventos físicos.
A visão de Lewes sobre psicologia, parcialmente apresentada nos volumes iniciais desta obra, são aprofundadas nos seus dois últimos volumes. Nestes, discute o método da psicologia com muito discernimento. Em oposição a Comte e seus seguidores, garante um lugar para a introspecção na pesquisa psicológica. Além deste método subjetivo, também deve haver um método objetivo, o qual se refere às condições nervosas e dados histórico-sociais. Embora a biologia pudesse ajudar a explicar funções mentais, tais como sentimento e pensamento, não teria utilidade para o entendimento das diferenças de faculdades mentais apresentadas em diferenças raças ou estágios do desenvolvimento humano. A explicação orgânica dessas diferenças provavelmente nunca será alcançada, tendo de ser explicadas, desta forma, apenas como um produto do ambiente social. A relação entre fenômeno mental e condições histórico-sociais é provavelmente a contribuição mais importante de Lewes à psicologia.
Ele também enfatizou a complexidade do fenômeno mental. Todo estado mental é composto por três fatores em diferentes proporções: afetividade sensível, agrupamento lógico e impulso motor. Mas o trabalho de Lewes em psicologia consiste menos em descobertas do que em metodologia. Sua experiência em biologia o condicionou a olhar a mente como uma unidade complexa, cujos processos superiores são idênticos aos inferiores, tendo se desenvolvido a partir destes. Assim, a operação de pensar, ou a "lógica de sinais", é uma forma mais complicada das operações elementares de sensação e instinto, ou "lógica dos sentimentos".
O último volume desta obra ilustra bem esta posição. Se trata de um repositório valioso de fatos psicológicos, muitos dos quais obtidos de regiões obscuras da vida mental e de experiências anormais. Sugerir e estimular a mente, ao invés de provê-la com qualquer sistema complexo de conhecimento, foi o serviço prestado por Lewes à filosofia. A rapidez e versatilidade excepcionais de sua inteligência parecem explicar a originalidade com que encarou a filosofia e a psicologia, além de seu desejo de elaboração e coordenação sistemática.

## Obras
- The Biographical History of Philosophy (1846). Adamant Media 2002: ISBN 0-543-96985-1
- The Spanish Drama (1846)
- Ranthorpe (1847). Adamant Media 2005: ISBN 1-4021-7564-7
- Rose, Blanche and Violet (1848)
- Robespierre (1849)
- Comte's Philosophy of the Sciences (1853). Adamant Media 2000: ISBN 1-4021-9950-3
- Life of Goethe (1855). Adamant Media 2000: ISBN 0-543-93077-7
- Seaside Studies (1858)
- Physiology of Common Life (1859)
- Studies in Animal Life (1862)
- Aristotle, A Chapter from the History of Science (1864). Adamant Media 2001: ISBN 0-543-81753-9
- The Principles of Success in Literature (1865)
- Actors and Acting (1875)
- The Problems of Life and Mind (five volumes)
  - First Series: The Foundations of a Creed, Volume 1 (1875). Kessinger  Publishing 2004: ISBN 1-4179-2555-8
  - First Series: The Foundations of a Creed, Volume 2 (1875). University of Michigan Library: ISBN 1-4255-5578-0
  - Second Series: The Physical Basis of Mind (1877)
  - Third Series, Volume 1: The Study of Psychology: Its Object, Scope, and Method (1879)
  - Third Series, Volume 2 (1879)
- New Quarterly (London, October 1879)
- J. W. Cross, George Eliot's Life as Related in her Letters and Journals (three volumes, New York, 1885)